# هاري توبياس
هاري توبياس (بالإنجليزية: Harry Tobias)‏ هو كاتب أغاني وملحن أمريكي، ولد في 11 سبتمبر 1895، وتوفي في 15 ديسمبر 1994.

## وصلات خارجية
- هاري توبياس على موقع IMDb (الإنجليزية)
- هاري توبياس على موقع ميوزك برينز (الإنجليزية)
- هاري توبياس على موقع ديسكوغز (الإنجليزية)